# Austrosystasis atricorpus
Austrosystasis atricorpus är en stekelart som beskrevs av Girault 1924. Austrosystasis atricorpus ingår i släktet Austrosystasis och familjen puppglanssteklar. Inga underarter finns listade.